# The Green Round
The Green Round este un roman de groază scris de autorul galez Arthur Machen⁠(d). A fost publicat prima dată de editura Ernest Benn Limited în 1933. Prima ediție americană a fost publicată de Arkham House în 1968, într-un tiraj de 2.058 de exemplare. A fost singura carte a lui Machen publicată de Arkham House.
Criticul S. T. Joshi a descris romanul ca „o repetiție monotonă și neclară a unor teme vechi”.
Conform web site-ului organizației Prietenii lui Arthur Machen (Friends of Arthur Machen), „ultima operă completă de ficțiune a lui Machen este considerată un eșec de către unii. Cu toate acestea, în această lucrare, explorarea anterioară a fantasticului de către Machen se îndreaptă spre exterior pentru a îmbrățișa absurdul, al lui Kafka, Camus și Sartre. Nu este recomandată pasionaților de gotic și horror, dar este o fascinație potențială pentru restul dintre noi.”  Arhivat în 25 octombrie 2020, la Wayback Machine.